# Juggernaut (Marvel)
Juggernaut (Cain Marko) is een figuur uit de strips van Marvel Comics. Hij komt vooral voor in de strips van de X-men. Het personage werd gecreëerd door Stan Lee en Jack Kirby.
Cain Marko is de jongere stiefbroer van Charles Xavier.

## Geschiedenis

### Oorsprong
Cain Marko is de zoon van wetenschapper Kurt Marko. Nadat Kurts collega Brian Xavier overleed trouwde Marko met diens vrouw Sharon Xavier; zogenaamd uit liefde, maar in werkelijkheid voor haar geld. Hierdoor werd Cain de stiefbroer van Sharons zoon Charles Xavier. Kurt mishandelde Charles en Cain, en Cain reageerde zijn woedde af op Charles, voor wie hij diepe jaloezie koesterde. Cains jaloezie kwam vooral voort uit het feit dat Charles een genie was, en zo Cain geheel overschaduwde. Toen Cain ontdekte dat Charles een mutant was en over telepathische gaven beschikte was dat voor hem de laatste druppel.
Vanwege zijn gebrek aan discipline werd Cain naar een militaire kostschool gestuurd, en diende later in het leger. Hij en Charles dienden samen in het Amerikaanse leger tijdens de Koreaanse Oorlog. Hierbij kwamen de twee de verloren tempel van Cyttorak tegen. Op een altaar in de tempel ontdekte Cain een vreemde rode edelsteen, de Crimson Gem of Cyttorak, en pakte hem onmiddellijk. Op de steen stond een tekst gegraveerd. Cain sprak de tekst hardop uit: "Whosoever touches this gem shall be granted the power of the Crimson Bands of Cyttorak! Henceforth, you who read these words, shall become ... forevermore ... a human juggernaut!" (wie deze edelsteen aanraakt zal de kracht van de crimson banden van Cyttorak krijgen. Daardoor zal diegene die deze woorden leest voor altijd veranderen in … een menselijke juggernaut).
De edelsteen gaf Cain kolossale nieuwe krachten, maar veroorzaakte ook een instorting. Charles wist te ontsnappen, maar Cain werd bedolven onder het puin en had jaren nodig om zichzelf vrij te graven. Toen hij vrij was, was ook zijn transformatie compleet en begon hij met zijn wraakactie tegen zijn stiefbroer.

### Crimineel leven
Juggernaut verscheen voor het eerst in X-Men #12, hoewel zijn aanwezigheid al in deel 11 werd opgemerkt door Professor X. Sindsdien heeft hij vele superhelden uit het Marvel Universum bevochten. Voornamelijk de X-Men, maar ook Spider-Man, De Vergelders, Deadpool en de Hulk.
Ondanks zijn enorme kracht en het grote gevaar dat hij voor de X-Men vormde gebruikte Cain zijn krachten nooit om een superschurk te worden, maar meer een soort huurling. Zijn grootste motivatie voor zijn daden was hebzucht. In zijn criminele carrière vergaarde Juggernaut dan ook een klein fortuin. Vaak werd hij geholpen door de mutant Black Tom Cassidy, zijn enige vriend. Om te voorkomen dat iemand anders zijn krachten zou kunnen overnemen slingerde Cain de Crymson Gem of Cyttorak de ruimte in.
Daarna onderging Juggernaut een korte verandering van zijn oorsprong. Hij vocht tegen het psychische wezen Onslaught, die hem met een slag van Canada naar New Jersey stuurde en zo als enige ooit Juggernaut bewusteloos wist te slaan. Onslaught maakte Juggernaut tijdelijk machteloos door de Crimson Gem uit zijn lichaam te trekken. Hoe dit verband houdt met eerdere en latere verhalen over de Juggernaut is niet bekend, want in geen enkel ander verhaal hoefde Cain de steen altijd bij zich te dragen om zijn krachten te behouden.
Later werd onthuld dat Juggernaut een van acht speciale krijgers genaamd Exemplars was. De andere zeven bezaten net als Cain enorme kracht. Cain en de anderen hadden deze krachten verkregen van acht mystieke wezens, waaronder Cyttorak, die wilden weten wie van hen de beste was. Om dit te bepalen moesten de door hun gekozen krijgers tegen elkaar vechten. Dit gevecht zou de ondergang van de Aarde betekenen, maar werd tegengehouden toen Juggernaut dankzij professor X wist te ontsnappen aan de telepathische invloed van Cyttorak en de andere Examplars een voor een versloeg. De zeven Examplars spanden vervolgens samen tegen Juggernaut en ontvoerden hem, maar hij werd gered door De Vergelders.
Uit dank voor zijn redding besloot Juggernaut zich vrijwillig over te geven en naar de gevangenis te gaan. Daar beraamde hij het plan te doen alsof hij zich wilde bekeren, om zo binnen de overheid connecties te verkrijgen voor toekomstige criminele daden.

### X-Men
Kort hierop kwam Cain in conflict met Cyttorak, wat hem een groot deel van zijn Juggernaut krachten kostte. Hierna sloot Cain zich aan bij de X-Men en werd al snel vrienden met verschillende mutanten in Xaviers school waaronder Sammy Pare. Toen Cain voor de rechter moest verschijnen vanwege al zijn misdaden werd hij verbazingwekkend genoeg vrij gesproken. Hij en Xavier legden hun oude ruzies bij.
Black Tom Cassidy keerde terug en bood Juggernaut aan zich bij zijn nieuwe Brotherhood of Mutants aan te sluiten. Juggernaut ging akkoord in de hoop zo een infiltrant te worden voor de X-Men. Toen Tom echter Sammy Pare doodde ging Cain door het lint en probeerde zijn oude vriend te vermoorden.
Nadat dankzij Scarlet Witch een groot deel van de mutanten in de wereld hun krachten verloren sloot Juggernaut zich aan bij de Excalibur groep in Londen.
Toen een woedende Hulk de school van de X-Men aanviel, vroeg Juggernaut aan Cyttorak om hem nog eenmaal zijn oude kracht terug te geven zodat hij de Hulk kon stoppen. Cyttorak vertelde Juggernaut dat hij al die tijd zijn oude krachten nog had. De reden dat hij zoveel zwakker was geworden, was omdat hij zijn krachten probeerde te gebruiken voor het goede. Nu hij dit besefte, kreeg Juggernaut zijn oude kracht terug, maar verloor alsnog van de Hulk. Hierna verliet Juggernaut de X-Men met de mededeling dat ze niet moesten proberen hem te volgen.

## Krachten en vaardigheden
Juggernaut beschikt over kolossale kracht van mystieke oorsprong. Allereerst heeft hij enorme spierkracht, van hetzelfde kaliber als de Hulk. Daarnaast is hij geheel onkwetsbaar voor elke vorm van fysieke aanval dankzij een onkwetsbaarheidsspreuk. Als toevoeging op deze onkwetsbaarheid kan Juggernaut een soort krachtveld oproepen (hoewel dit een keer werd verstoord door Thor toen die zijn hamer naar hem gooide) en heeft een ongelimiteerd uithoudingsvermogen. De onkwetsbaarheidsspreuk maakt Juggernauts huid ondoordringbaar, wat zijn krachtveld slechts tot een extra soort bescherming maakt. Zelfs toen hij, ondanks zijn onkwetsbaarheid, werd gestript tot niet meer dan een skelet met een helm op bleef hij vechten; de magie van Cytorakk maakt hem onsterfelijk en niet te stoppen. Dankzij de mystieke energie die door zijn lichaam stroomt hoeft Juggernaut niet te eten, ademen of drinken. Ten slotte kan Juggernaut als hij eenmaal in beweging is niet worden gestopt, behalve in zeer extreme gevallen zoals toen hij vocht met Ben Grimm toen diens kracht door Mephisto honderdmaal groter was gemaakt, toen hij gestuit werd door de door Apocalypse versterkte Hulk en door Thor toen die zijn goddelijke kracht combineerde met zijn hamer. Ook Onslaught wist de Juggernaut een keer uit te schakelen.
Juggernaut draagt altijd een speciale koepelvormige helm die hem beschermde tegen telepathische aanvallen. De helm, gemaakt van een mystieke legering voorkomt dat iemand zijn gedachten kon lezen of hem mentaal kan aanvallen.
Na zijn gevecht met Cyttorak verloor Juggernaut lange tijd een groot deel van zijn kracht. Hij moest toen wel eten, drinken en ademen. Hoewel hij nog steeds zeer sterk was, was zijn kracht nog maar een fractie van wat hij eerst had. Hij was nu ook sterfelijk en kan worden gedood door relatief (in verhouding tot eerst) kleine afstraffingen. Ten slotte was hij niet langer de “onstuitbare kracht” die hij eerst was en had niet langer zijn mystieke pantser en helm. In plaats daarvan droeg hij replica’s van onstabiele moleculen (hetzelfde materiaal als de pakken van de Fantastic Four).
Weer later, toen Cytorakk een nieuwe kampioen zou kiezen uit een aantal kandidaten, eindigde het ermee dat Cain Marko juist een nog groter deel van zijn kracht ontving dan ooit tevoren en elke zwakte die hij ooit had bezeten was verdwenen; mét of zonder helm was hij nu onkwetsbaar voor psychische aanvallen

## Misverstand
Door zijn vele confrontaties met de X-men wordt de Juggernaut vaak aangezien voor een mutant. Zijn krachten hebben echter niets met mutatie te maken.
Zijn krachten overtreffen die van vrijwel alle “Homo Superior” (mutanten). Cytorakk's edelsteen is de bron van zijn kracht, niet genetische evolutie.

## Ultimate Juggernaut
In het Ultimate Marvel universum is er niet veel bekend over Cain Marko. Hij is opgegroeid in hetzelfde trailerpark als Rogue en lijkt op geen enkele manier familie te zijn van Charles Xavier. Er wordt verondersteld dat hij slimmer is dan zijn tegenhanger uit de originele strips. Ook is Ultimate Juggernaut gewoon een mutant die dankzij mutatie over superkracht beschikt, en hebben zijn krachten geen enkele mystieke oorsprong.
Op een zeker punt in zijn leven werd hij gevangen door Weapon X en gedwongen als een levend wapen te vechten voor Kolonel John Wraith. Na te zijn ontsnapt kreeg Cain een plaats aangeboden in zowel Xaviers X-Men team als in de Brotherhood of Mutans. Hij koos de Brotherhood, maar verliet hen later weer. In een special uit 2005 bond Juggernaut zichzelf met een steen gestolen door Rogue en Gambit, genaamd de Cyttorak gem. Hoewel het nog onbekend is wat voor effect dit op hem had zei hij zich beter dan ooit te voelen.
Ultimate Juggernaut draagt niet zijn beroemde koepelvormige helm uit de originele strips, maar een metalen helm die zijn hele gezicht bedekt. Deze helm is gemaakt als onderdeel van het Weapon X project en is uitgerust met een scanner om iedereen die ooit met het Weapon X project in aanraking is gekomen op te sporen.

## In andere media

### Film
In de film X-Men: The Last Stand wordt Juggernaut gespeeld door acteur Vinnie Jones. Deze versie van Juggernaut lijkt te zijn gebaseerd op de Ultimate Marvel versie aangezien hij in de film Juggernaut ook een mutant is, en blijkbaar geen familie is van Charles Xavier. In plaats van de koepelhelm draag de filmversie van Juggernaut een betonnen helm van hetzelfde type als de helm van Magneto. Hij wordt door Magneto bevrijd uit een gevangenentransport, en sluit zich aan bij zijn groep van mutanten.
In de film is Juggernaut niet bijster slim en vertrouwt dan ook hoofdzakelijk op zijn brute kracht. Dat blijkt wel wanneer Magneto hem erop uitstuurt om Leech te doden. Hij stormt zonder erbij na te denken op Leech en Kitty Pryde af, maar omdat zijn krachten niet meer werken in de directe omgeving van Leech loopt hij tegen een betonnen muur aan. Daarna wordt hij niet meer gezien in de film. Zijn uiteindelijke lot wanneer Jean Grey Alcatraz verwoest is dan ook onbekend.
Verder is Juggernaut ook te zien in de film Deadpool 2. Juggernaut zegt dat hij zijn helm draagt omdat zijn 'broer' bleef proberen in zijn brein te komen. Hij verwijst naar Professor X. In de strips is Juggernaut (ook bekend als Caine Marko) de zoon van de kwaadaardige wetenschapper, dokter Kurt Marko. Caine's moeder stierf toen hij jong was en nadat Charles Xavier's vader Brian is overleden, komen Kurt en Charles’ moeder Sharon samen. Het zijn stiefbroers.

### Marvel Cinematic Universe
In de derde Deadpool film Deadpool & Wolverine uit 2024 verschijnt Juggernaut in de Void van het Marvel Cinematic Universe, gespeeld door Aaron W. Reed. De versie van Juggernaut is gebaseerd op de variant van Vinnie Jones. Hierin werkt hij voor Cassandra Nova. 

### Televisie
- Juggernaut was een vijand in een aflevering van de serie Spider-Man and His Amazing Friends. Zijn stem werd gedaan door William H. Marshall.
- Juggernaut verscheen in de X-Men animatie serie, de Pryde of the X-Men aflevering, en meer recentelijk in X-Men: Evolution series. In deze series was hij Charles Xaviers stiefbroer, en was hij een mutant wiens krachten werden geactiveerd door de Cyttorak Gem. Zijn stem werd gedaan door Rick Bennett in de eerste animatieserie en door Paul Dobson in X-Men: Evolution.
- Juggernaut speelt mee in de animatieserie Black Panther.

### Games
- Juggernaut speelt ook mee in de videogame van Spiderman shattered dimensions waar Juggernaut onbewust een fragment van "The tablet of order and chaos" meeneemt wanneer hij op de vlucht is voor Silver Sable. Spiderman moet hem verslaan in een "boss battle" maar dat loopt echter mis wanneer Juggernaut ontsnapt. Juggernaut vlucht naar het onafgewerkte Oscrop building maar Silver Sable ziet spiderman en Juggernaut en wil ze alle twee vangen. Dit lukt echter niet want boven vechten Spiderman en Juggernaut het onderling uit. Wanneer Spiderman Juggernaut's helm aftrekt en hem van het gebouw duwt is Silver Sable ze kwijt. Als Juggernaut dan uiteindelijk op de grond valt vallen er een berg stenen op hem en ontdekt hij het fragment. Dit maakt dat Juggernaut's krachten dubbel zo sterk zijn als normaal. Uiteindelijk verslaat Spiderman hem en neemt het fragment met zich mee.

### Internetparodie
Op 22 mei 2003 maakte My Way Entertainment het filmpje "The Juggernaut Bitch!!", bestaande uit beeldmateriaal van de X-Men animatieserie, met heringesproken stemmen. Het filmpje werd in korte tijd erg populair, en de catchphrase "Don’t you know who the fuck I am? I’m the Juggernaut, bitch!" werd een internetmeme. De populariteit leidde er onder andere toe dat de betreffende zin werd verwerkt in de derde X-Men film, tijdens Juggernauts gevecht met Kitty Pryde.